# Campeonato de Primera División 1964 (Argentina)
El Campeonato de Primera División 1964 fue la trigésima cuarta temporada y el trigésimo sexto torneo de la era profesional de la Primera División de Argentina. Fue disputado en dos ruedas de todos contra todos, entre el 26 de abril y el 6 de diciembre. 
Se produjo el regreso del Newell's Old Boys, luego de lo que fue su único descenso, con la particularidad que lo hizo tras ganarle un juicio a la AFA.
El campeón fue el Club Atlético Boca Juniors, con lo que obtuvo la clasificación a la Copa Libertadores 1965.
No hubo descensos a la Primera B, dado que se suspendieron.

## Ascensos y descensos
| Pos   | Equipos ascendidos |
| ----- | ------------------ |
| 1.º   | Ferro Carril Oeste |
| Prom. | Newell's Old Boys  |

| Equipos descendidos en la temporada 1963 |
| ---------------------------------------- |
| No hubo                                  |

De este modo, el número de participantes aumentó a 16.

## Equipos
| Equipo             | Ciudad       |
| ------------------ | ------------ |
| Argentinos Juniors | Buenos Aires |
| Atlanta            | Buenos Aires |
| Banfield           | Banfield     |
| Boca Juniors       | Buenos Aires |
| Chacarita Juniors  | Villa Maipú  |
| Estudiantes        | La Plata     |
| Ferro Carril Oeste | Buenos Aires |
| Gimnasia y Esgrima | La Plata     |
| Huracán            | Buenos Aires |
| Independiente      | Avellaneda   |
| Newell's Old Boys  | Rosario      |
| Racing Club        | Avellaneda   |
| River Plate        | Buenos Aires |
| Rosario Central    | Rosario      |
| San Lorenzo        | Buenos Aires |
| Vélez Sarsfield    | Buenos Aires |

### Distribución geográfica de los equipos
| Región                 | Cant. | Equipos |
| ---------------------- | ----- | --- |
| Ciudad de Buenos Aires | 8     | Argentinos Juniors, Atlanta, Boca Juniors, Ferro Carril Oeste, Huracán, River Plate, San Lorenzo y Vélez Sarsfield |
| Conurbano bonaerense   | 4     | Banfield, Chacarita Juniors, Independiente y Racing Club                                                           |
| Ciudad de La Plata     | 2     | Estudiantes y Gimnasia y Esgrima                                                                                   |
| Ciudad de Rosario      | 2     | Newell's Old Boys y Rosario Central                                                                                |

## Tabla de posiciones final
| Pos. | Equipo                  | Pts. | PJ | PG | PE | PP | GF | GC | Dif. |
| ---- | ----------------------- | ---- | -- | -- | -- | -- | -- | -- | ---- |
| 1.º  | Boca Juniors            | 44   | 30 | 17 | 10 | 3  | 35 | 15 | 20   |
| 2.º  | Independiente           | 38   | 30 | 15 | 8  | 7  | 44 | 26 | 18   |
| 3.º  | River Plate             | 37   | 30 | 13 | 11 | 6  | 42 | 30 | 12   |
| 4.º  | San Lorenzo             | 36   | 30 | 12 | 12 | 6  | 46 | 31 | 15   |
| 5.º  | Atlanta                 | 35   | 30 | 12 | 11 | 7  | 46 | 42 | 4    |
| 6.º  | Racing Club             | 32   | 30 | 12 | 8  | 10 | 45 | 37 | 8    |
| 7.º  | Banfield                | 32   | 30 | 11 | 10 | 9  | 34 | 32 | 2    |
| 8.º  | Vélez Sarsfield         | 31   | 30 | 12 | 7  | 11 | 43 | 36 | 7    |
| 9.º  | Huracán                 | 29   | 30 | 10 | 9  | 11 | 38 | 36 | 2    |
| 10.º | Ferro Carril Oeste      | 29   | 30 | 9  | 11 | 10 | 33 | 33 | 0    |
| 11.º | Rosario Central         | 28   | 30 | 7  | 14 | 9  | 37 | 38 | −1   |
| 12.º | Chacarita Juniors       | 27   | 30 | 9  | 9  | 12 | 32 | 48 | −16  |
| 13.º | Gimnasia y Esgrima (LP) | 25   | 30 | 6  | 13 | 11 | 27 | 36 | −9   |
| 14.º | Estudiantes (LP)        | 24   | 30 | 6  | 12 | 12 | 36 | 47 | −11  |
| 15.º | Argentinos Juniors      | 17   | 30 | 4  | 9  | 17 | 26 | 45 | −19  |
| 16.º | Newell's Old Boys       | 16   | 30 | 1  | 14 | 15 | 19 | 51 | −32  |

|  | Campeón. Clasificado a la Copa Libertadores 1965 |

## Descensos y ascensos
Con los descensos suprimidos y el ascenso de Lanús y Platense, los equipos participantes del Campeonato de Primera División 1965 ascendieron a 18.

## Goleadores
| Jugador              | Jugador              | Goles | Equipo          |
| -------------------- | -------------------- | ----- | --------------- |
| Bandera de Argentina | Héctor Veira         | 17    | San Lorenzo     |
| Bandera de Argentina | Luis Artime          | 15    | River Plate     |
| Bandera de Argentina | Juan Carlos Cárdenas | 15    | Racing Club     |
| Bandera de Argentina | Juan Carlos Carone   | 15    | Vélez Sarsfield |
| Bandera de Argentina | Ermindo Onega        | 15    | River Plate     |